# Windloch (Großmeinfeld)
Das Windloch ist eine natürliche Karsthöhle bei Großmeinfeld einem Gemeindeteil der mittelfränkischen Gemeinde Hartenstein im Landkreis Nürnberger Land in Bayern.
Die Höhle befindet sich am Osthang des Lohhügels ist in südöstlicher Richtung etwa 1100 Meter von Großmeinfeld entfernt. Sie ist im Geotopkataster Bayern unter der Nummer 574H015 gelistet. Im Höhlenkataster Fränkische Alb (HFA) ist sie als A 5 registriert. Die Höhle ist Teil des FFH-Gebietes Höhlen der nördlichen Frankenalb (6335-305).

## Beschreibung
Der Eingang zum Windloch führt durch eine acht Meter tiefe Einsturzdoline mit 15 Meter Durchmesser, die steil nach unten führt und abrupt überhängend abbricht. In der Schachthöhle befindet sich ein Höhlendom mit 20 Meter Durchmesser und 35 Meter Höhe. Die Höhlenwände sind großflächig mit Sinter überzogen. Die Höhle ist durch Tropfwasser sehr nass.

## Geschichte
Die Höhle ist seit etwa 1900 bekannt und wurde 1928 von dem Nürnberger Speläologen Richard Erl untersucht. Dabei wurden neben diversen Knochen auch Überreste menschlicher Skelette gefunden. Anhand weiterer Funde wird vermutet, dass die Höhle mindestens von der Hallstattzeit bis in die Gegenwart immer wieder besucht wurde.
Um 1930 erfolgte die topografische Kartierung (Höhlenplan) durch Richard Spöcker.
Der Eigentümer der Höhle ist die Naturhistorische Gesellschaft Nürnberg.

## Zugang
Die Höhle ist ganzjährig zugänglich. Aufgrund des Höhlenschutzes und der dort überwinternden Fledermäuse ist sie von Oktober bis April nicht zu befahren. Generell sollte die Höhle nur von sehr erfahrenen Höhlenforschern mit entsprechender Ausrüstung befahren werden. In dieser Höhle kommt es immer wieder zu tödlichen Unfällen. Zum Schutze vor arglosem Betreten wurde die Doline umzäunt und eine Informationstafel angebracht.
Über Wanderwege ist die Höhle am besten von Großmeinfeld aus zu erreichen.